# On ne vit que deux fois (film)
Pour les articles homonymes, voir On ne vit que deux fois.
Ne doit pas être confondu avec On ne meurt que deux fois.
Série
Opération Tonnerre
(1965) Au service secret de Sa Majesté
(1969)
Pour plus de détails, voir Fiche technique et Distribution.
On ne vit que deux fois (You Only Live Twice) est un film d'espionnage britannique réalisé par Lewis Gilbert et sorti en 1967. C'est le cinquième film de la série des films de James Bond produite par Harry Saltzman et Albert R. Broccoli, par l'intermédiaire de leur société EON Productions. Écrit par le scénariste Roald Dahl, ce film est le premier de la saga à dévier fortement de l'intrigue originale : à l'exception du lieu de l'action et de quelques personnages, le récit est très différent de celui du roman de Ian Fleming On ne vit que deux fois, publié en 1964. 
À la suite du détournement d'un vaisseau spatial américain, les tensions augmentent fortement entre les États-Unis et l'URSS, les premiers accusant les seconds, au point qu'une guerre est à venir. Mais les Britanniques ont des soupçons au Japon et le MI6 fait passer pour mort James Bond afin de l'envoyer faire son enquête en toute discrétion à Tokyo. Là-bas, il sera accompagné par les services secrets japonais dirigés par "Tigre". Mais le temps presse pour démanteler la puissance industrielle qui se cache derrière tout cela.

## Synopsis

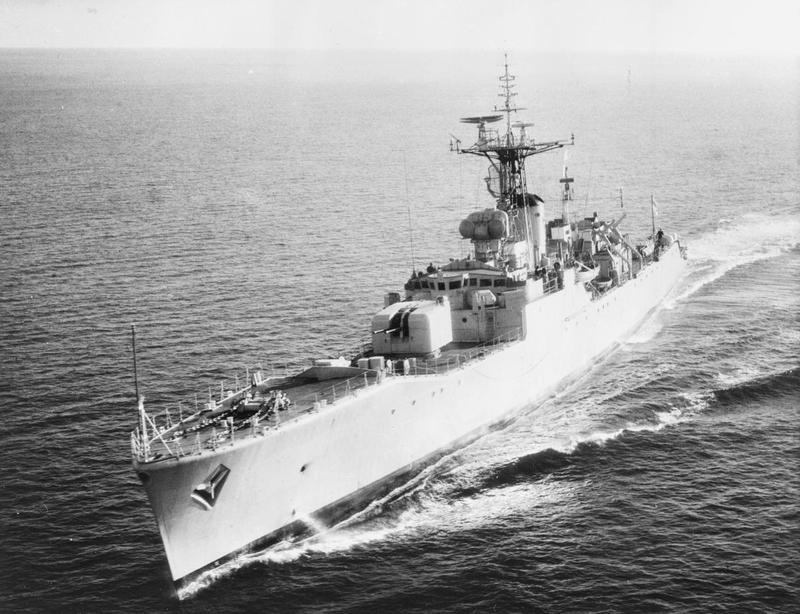
Frégate HMS Tenby (F65), 1963

En orbite autour de la Terre, la capsule spatiale américaine Jupiter 16 est capturée par un vaisseau inconnu. Les autorités américaines sont persuadées que les Russes sont responsables de l'agression et le font savoir lors d'une réunion au sommet. Mais le gouvernement britannique les invite à la prudence car, d'après ses informations, le mystérieux vaisseau a atterri quelque part dans la mer du Japon. Le MI6 décide d'envoyer James Bond sur place. Pour qu'il ait les coudées franches, sa mort est simulée à Hong Kong par une attaque à la mitrailleuse. Le lendemain, une cérémonie funéraire en mer en grande pompe est organisée à bord d'une frégate. Son linceul est jeté à la mer et l'agent secret est discrètement récupéré par des plongeurs qui le font monter à bord d'un sous-marin. Il y retrouve M et Miss Moneypenny qui l'informent des détails de la mission. Au large des côtes japonaises, Bond est éjecté par un tube lance-torpille et rejoint la rive à la nage.

Arrivé à Tokyo, Bond retrouve son contact à un tournoi de sumo. Il s'agit d'Aki, une jeune femme des services secrets japonais. Elle le conduit aussitôt chez Dikko Henderson, un agent de liaison britannique. Celui-ci confirme à Bond que les Russes ne sont pas impliqués dans la disparition de la capsule ; l'opération a bien été menée depuis le Japon, et implique des Japonais. Mais la discussion tourne court quand Henderson se fait poignarder à travers la cloison d'un shōji.

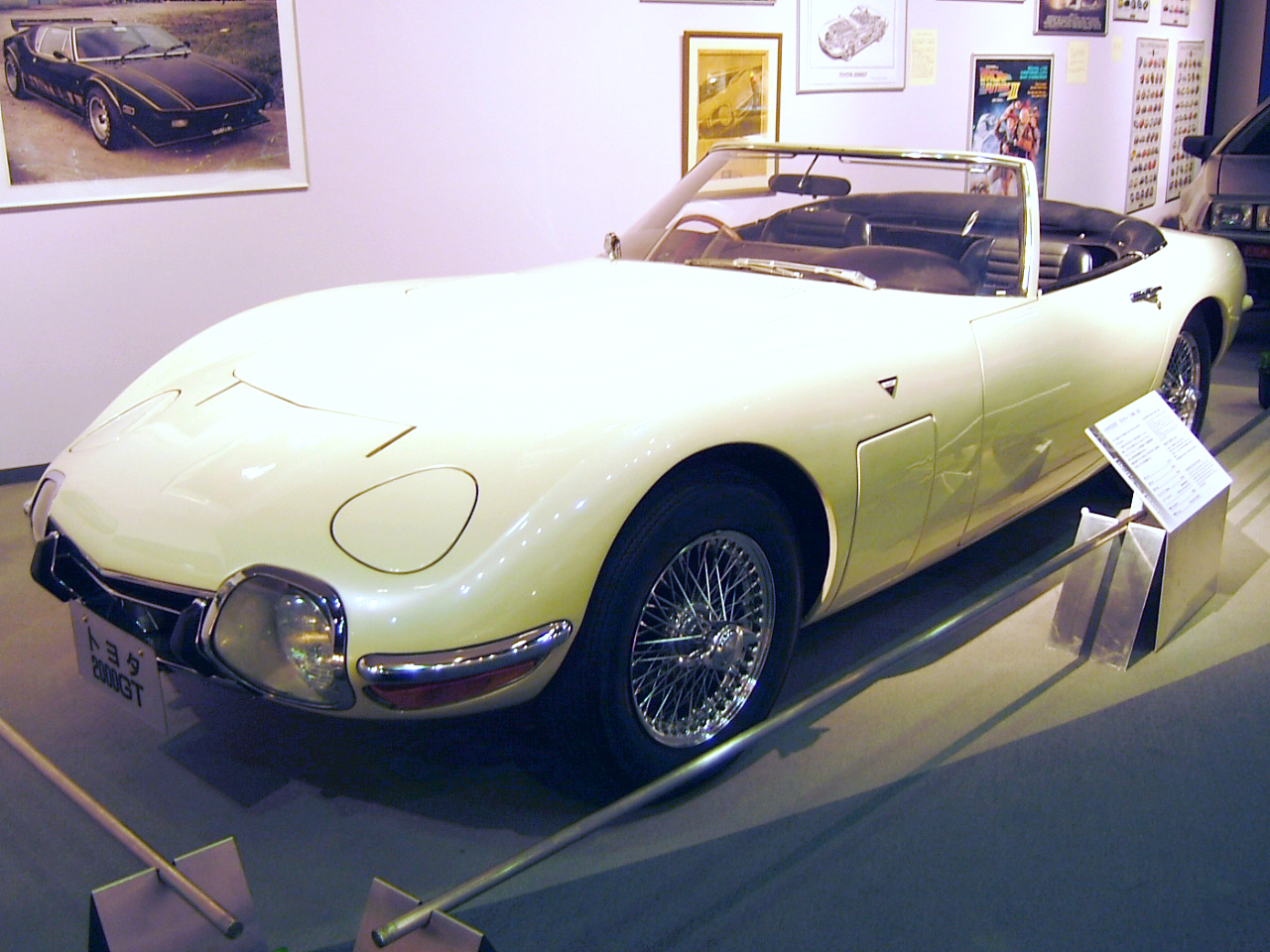
Pas d'Aston Martin cette fois pour James Bond, mais un coupé Toyota 2000 GT.

Bond poursuit l'assassin et le neutralise dans le jardin de la propriété. Apercevant son complice qui attend dans une voiture, il a l'idée de revêtir les vêtements du tueur. Il simule une grave blessure et s'écroule à l'arrière du véhicule. Le complice démarre et l'emmène dans les bureaux d'une société, Osato Chemicals. Après une bagarre où il réussit à avoir le dessus sur son imposant adversaire, Bond dérobe des documents dans un coffre-fort et s'enfuit, poursuivi par des vigiles. Aki, qui l'a suivi dans sa Toyota 2000 GT, l'emmène alors chez son supérieur, Tigre Tanaka, qui fait analyser les documents. Sur une photo montrant un cargo nommé Ning-Po, ils découvrent un micropoint. Agrandi, celui-ci leur apprend que la touriste qui a pris la photo a été tuée, conformément aux instructions.
Le lendemain, Bond retourne chez Osato Chemicals et se présente comme un homme d'affaires. Il rencontre le PDG, Mr. Osato, et sa secrétaire allemande, Helga Brandt. Pendant l'entrevue, Osato s'aperçoit que Bond est armé et ordonne à sa secrétaire de le faire tuer. Bond s'enfuit avec l'aide d'Aki et les hommes de main d'Osato sont interceptés par un hélicoptère doté d'un aimant de Tanaka. Ils finissent dans l'océan. Bond part ensuite avec Aki pour Kōbe, où le Ning-Po fait escale. Ils y découvrent le fret qui attend d'être embarqué : de l'oxygène liquide, un comburant utilisé en astronautique. Surpris par les dockers aux ordres d'Osato, Bond fait diversion pour qu'Aki puisse s'enfuir. Capturé, il est emmené sur le navire dans la cabine d'Helga Brandt, qui a reçu l'ordre de le tuer. La jolie jeune femme le menace d'abord avec un scalpel mais ne peut s'empêcher de l'embrasser. Bond lui fait alors croire qu'il est en réalité un espion industriel et lui propose une part de ses bénéfices si elle le libère. Pensant qu'elle pourra le tuer plus tard, la secrétaire fait semblant d'accepter le marché pour passer la nuit avec 007 et le ramène ensuite à Tokyo aux commandes d'un Meyers 200. Mais pendant le vol, elle parvient à l'entraver à son siège, fait plonger l'appareil et saute en parachute, persuadée de l'avoir ainsi tué. Cependant, Bond réussit à se libérer au dernier moment, mais il ne peut éviter le crash.
Entre-temps, les hommes de Tanaka découvrent que le Ning-Po a déchargé sa cargaison au large de l'île de Matsu, dans la mer du Japon. Bond y fait une reconnaissance à bord de la Petite Nellie, un autogire en kit apporté par Q. La reconnaissance est infructueuse, mais Bond est attaqué par des hélicoptères, surgis de nulle part. Après un violent combat, il rejoint Tanaka dans sa base d'entraînement, située dans un château médiéval. Peu après, les Russes envoient à leur tour une capsule dans l'espace qui est elle aussi capturée. Cette fois, le spectateur peut voir où atterrit le mystérieux vaisseau : le cratère d'un volcan de l'île de Matsu recèle un lac en trompe-l'œil qui coulisse, donnant accès à une base secrète du SPECTRE. Ernst Stavro Blofeld (n°1 du SPECTRE), qui dirige les opérations, y travaille pour le compte de dirigeants nippons sans scrupule qui souhaitent que les deux superpuissances s'anéantissent mutuellement, il leur demande une avance de 100 millions qui n'était pas prévue. Lorsque Blofeld apprend que Bond est toujours vivant (car il est l'un des seuls agents à se servir d'un Walter PPK), il convoque helga Brandt (ou n°11 du SPECTRE) et Osato pour obtenir des explications, et ce dernier rejette aussitôt la faute sur Brandt. Pétrifiée d’apprendre qu’elle a échoué à tuer l’agent, la jeune femme essaie vainement de se justifier, mais Blofeld lui fait payer très cher cet échec en la précipitant sans pitié dans son bassin infesté de piranhas. Les poissons ne laissent aucune chance à la malheureuse Allemande qui meurt dévorée vivante. Il ordonne ensuite à Osato, terrifié, d'éliminer Bond s'il ne veut pas finir comme son assistante.
Parvenu au château, Bond fait connaissance avec les agents sur-entraînés des services japonais : les ninjas. Tanaka a prévu de les infiltrer dans l'île de Matsu. Pour ne pas éveiller les soupçons, Bond doit s'y rendre en jouant le rôle d'un jeune marié. Son « épouse », Kissy Suzuki, est une Ama du village de pêcheurs de l'île. Le temps que la fausse cérémonie de mariage s'organise, Bond s'initie aux arts martiaux des ninjas. Mais le temps presse : il échappe de peu à deux nouvelles tentatives d'assassinat du SPECTRE, l'une d'elles étant fatale à Aki. À peine arrivés sur l'île de Matsu, Tanaka et Bond sont informés qu'une nouvelle capsule américaine va être lancée ; et si elle est interceptée, les Américains déclencheront des représailles contre les Russes. Kissy Suzuki leur apprend alors qu'une des plongeuses du village a trouvé la mort, asphyxiée, dans un tunnel de lave débouchant sur la mer. Elle emmène Bond sur place et ils constatent que la galerie a été volontairement saturée de gaz mortels. Ils en déduisent que le volcan auquel elle est reliée abrite la base qu'ils recherchent. Parvenus au sommet du cratère, ils découvrent le lac factice.
Le lac se met alors à coulisser pour permettre à un hélicoptère du SPECTRE de décoller. Bond en profite pour s'introduire dans la base, pendant que Suzuki part prévenir Tanaka et ses ninjas. Bond libère les astronautes américains capturés et, avec leur aide, prend la place d'un homme du SPECTRE qui doit s'embarquer à bord du vaisseau spatial. Mais Blofeld, qui surveille les préparatifs du lancement, le repère et le fait arrêter. Bond assiste ensuite, impuissant, au décollage du vaisseau depuis le centre de contrôle de la base. Jouissant de la situation, Blofeld en profite pour lui faire part de son plan machiavélique. Mais son triomphe est de courte durée car Tanaka arrive avec ses hommes. S'ensuivent de violents affrontements alors que le vaisseau du SPECTRE se rapproche dangereusement de la capsule américaine. Au dernier moment, Bond trouve comment déclencher son système d'auto-destruction. La mission est accomplie. Peu après, Blofeld amorce des explosifs disséminés dans toute la base et s'échappe.
Bond et les Japonais survivants s'enfuient par une des galeries du volcan et plongent dans la mer. Arrivent alors des avions de secours qui larguent des radeaux de sauvetage. Bond, qui se trouve avec Kissy Suzuki dans un des canots, n'a pas le temps de profiter de ce moment d'intimité : le sous-marin qui l'a amené au Japon fait surface et leur embarcation se retrouve hors de l'eau, sur le pont du submersible. 
C'est l'heure du débriefing pour l'agent 007.

## Fiche technique
- Titre francophone : On ne vit que deux fois
- Titre original : You Only Live Twice
- Réalisation : Lewis Gilbert, assisté de Peter Hunt
- Scénario : Roald Dahl, d'après On ne vit que deux fois de Ian Fleming
- Musique : John Barry ; chanson interprétée par Nancy Sinatra
- Décors : Ken Adam
- Photographie : Freddie Young, assisté d'Ernest Day (cadreur)
- Effets spéciaux : John Stears
- Séquences d'actions : Bob Simmons
- Affiches : Robert McGinnis & Frank McCarthy

Affiche française : Yves Thos
- Production : Harry Saltzman et Albert R. Broccoli
- Société de production : EON Productions, avec la participation non créditée de Danjaq
- Société de distribution : United Artists
- Pays de production :  Royaume-Uni
- Langues originales : anglais, japonais et russe
- Genre : espionnage, action
- Durée : 117 minutes
- Dates de sortie[1] :
  - Royaume-Uni : 12 juin 1967 (première mondiale à Londres), 13 juin 1967 (sortie nationale)
  - États-Unis : 13 juin 1967
  - France : 20 septembre 1967

## Distribution
- Sean Connery (VF : Jean-Pierre Duclos) : James Bond
- Tetsurō Tanba (VO : Robert Rietty / VF : Jean Brassat) : Tigre Tanaka
- Akiko Wakabayashi (VF : Joëlle Janin) : Aki
- Mie Hama (VO : Nikki van der Zyl / VF : Albertine Bru) : Kissy Suzuki
- Donald Pleasence (VF : Maurice Dorléac) : Ernst Stavro Blofeld (no 1 du SPECTRE)
- Teru Shimada (VF : Jacques Chevalier) : M. Osato (no 2 présumé du SPECTRE)
- Karin Dor (VF : Nathalie Nerval) : Helga Brandt (no 11 du SPECTRE)
- Bernard Lee (VF : Serge Nadaud) : « M »
- Lois Maxwell (VF : Paule Emanuele) : Miss Moneypenny
- Desmond Llewelyn (VF : Jean-Henri Chambois) : « Q »
- Charles Gray (VF : Roger Rudel) : Dikko Henderson
- Tsai Chin : Ling, la femme à Hong Kong (pré-générique)
- Ronald Rich : Hans, le garde du corps de Blofeld
- Peter Fanene Maivia : le complice de l’assassin de Henderson
- Burt Kwouk : no 3 du SPECTRE
- Michael Chow : no 4 du SPECTRE
- Jeanne Roland : la masseuse de Bond
- David Toguri : l'assassin de Aki
- John Stone : le capitaine du sous-marin de « M »
- Bill Nagy (VF : Michel Gatineau) : le général de l'US Air Force du Pentagone (non crédité)
- William Sylvester (VF : Roger Tréville) : le représentant du Pentagone (non crédité)
- Alexander Knox (VF : Yves Brainville) : le ministre de la Défense nationale (non crédité)
- David Healy : un opérateur radar à Houston (non crédité)
- Shane Rimmer (VF : Michel Gudin) : un opérateur radar à Hawaï (non crédité)
- Francesca Tu : la secrétaire d'Osato (non créditée)
- David Davenport (VF : Jean Ozenne) : Commandant du HMS Tenby (non crédité)
- Ric Young (VF : Michel Gatineau) : le premier agent chinois (non crédité)
- Robert Lee (VF : Serge Nadaud) : le deuxième agent chinois (non crédité)
- David Bauer (en) (VF : Duncan Elliott) : le diplomate américain (pré-générique) (non crédité)
- George Murcell (VF : Serge Nadaud) : le diplomate soviétique (pré-générique) (non crédité)
- Robin Bailey (VF : Roger Tréville) : le ministre britannique des Affaires étrangères (pré-générique) (non crédité)
- Ed Bishop (VF : Georges Atlas) : l'opérateur radar à Hawaï signalant l'objet volant non identifié (pré-générique) (non crédité)

## Lieux de l'action
États-Unis
- Hawaï, Cap Kennedy (première mission spatiale américaine, pré-générique)
- Virginie, Pentagone

 Union soviétique
- Lieu inconnu (cellule de crise entre URSS, États-Unis et Royaume-Uni, pré-générique)
- Baïkonour (mission spatiale soviétique)

 Hong Kong (pré-générique)
 Japon
- Tokyo
- Kobe (Affrontement sur le port)
- Ebino (Lieu de réception de la Petite Nellie)
- Château de Himeji (Centre d’entraînement des ninjas)
- Île fictive de Matsu (QG du SPECTRE situé dans le cratère d'un volcan au large de la Mer du Japon)

Il est le seul film de la saga qui ne se déroule pas au Royaume-Uni

## Production

### Genèse du projet
C'est à l'origine le roman Au service secret de Sa Majesté qui devait être adapté mais il nécessitait de nombreux repérages pour tourner des scènes avec de la neige. C'est donc le roman On ne vit que deux fois qui est choisi.
Lewis Gilbert est engagé pour réaliser le film, bien qu'il ait d'abord refusé l'offre. Il s'était laissé tenter par le succès que pourrait lui apporter le film. Gilbert se rend au Japon avec les producteurs Harry Saltzman et Albert R. Broccoli, le décorateur Ken Adam et le chef opérateur Freddie Young. Alors qu'ils doivent repartir sur un vol de la compagnie BOAC, ils décident de reporter leur départ et d'assister à une démonstration de ninjas. Le 5 mars 1966, le Boeing 707 dans lequel ils auraient dû être se crashe, tuant tous les passagers,.
Le scénariste Harold Jack Bloom rejoint l'équipe au Japon pour commencer à écrire le scénario. Son script n'est pas retenu mais certaines de ses idées sont conservées — il sera crédité au générique, avec la mention « additional story material ». Comme Richard Maibaum, un des scénaristes habituels de la saga, est indisponible, les producteurs contactent l’écrivain gallois Roald Dahl, malgré son inexpérience en matière d'écriture cinématographique. Ami de Ian Fleming, Roald Dahl pense qu’On ne vit que deux fois est l'un de ses plus mauvais romans. Il s'attelle néanmoins à la tâche et propose une intrigue assez classique, dans la lignée de James Bond 007 contre Dr No. Il a la pleine confiance du réalisateur Lewis Gilbert, qui lui fait de nombreuses suggestions. C'est en mai 1966 que l'écrivain remet son scénario. On lui a donné l'idée d'inclure trois James Bond Girls dans l'histoire avec comme idée que deux d'entre elles perdaient la vie (Aki, Helga Brandt) et que la dernière (Kissy Suzuki) terminait dans les bras de 007 à la fin du film. Cette idée a été appliquée.
Au Japon, l'équipe dirigée par Harry Saltzman cherche un château, probablement dans le but de l'utiliser comme repaire du méchant, Ernst Stavro Blofeld. Ils n'en trouvent pas mais Ken Adam trouve l'idée d'une base souterraine. L'équipe étant fascinée par la région des volcans de l'île de Kyushu, il est décidé que le repaire se trouvera dans le cratère d'un volcan éteint. Cinq mois ont été nécessaires pour construire le majestueux repaire du chef du SPECTRE.

### Attribution des rôles
Durant la préproduction du film, les producteurs ont dû faire tout leur possible pour convaincre Sean Connery de le tourner. Une fois un accord trouvé, ils savaient qu'ils allaient devoir lui trouver un remplaçant pour le film suivant.
L'acteur tchèque Jan Werich est engagé par Harry Saltzman pour incarner Ernst Stavro Blofeld. Une fois sur le plateau des Pinewood Studios, Albert R. Broccoli et Lewis Gilbert trouvent ce choix « pauvre ». Il ressemblait à un « père Noël bienveillant », en incohérence avec son rôle. L'acteur est alors remplacé par Donald Pleasence.
De nombreux mannequins européens sont auditionnées pour le rôle d'Helga Brandt, avant que l'actrice allemande Karin Dor ne soit choisie[réf. nécessaire].
Charles Gray, qui interprète Dikko Henderson, a ensuite joué le rôle de Blofeld dans Les diamants sont éternels (1971), David Bauer (en) avait pour rôle Morton Slumber, Ed Bishop celui de Klaus Hergersheimer et Shane Rimmer celui de Tom dans le même film. Rimmer est aussi revenu dans la saga James Bond en tant que commandant Carter dans L'espion qui m'aimait (1977). Dans le même genre d'acteur « recyclé » d'un épisode à l'autre, Joe Don Baker, qui interprète le méchant Brad Whitaker dans Tuer n'est pas jouer (1987), a ensuite joué l'agent de la CIA Jack Wade, partenaire de James Bond, dans GoldenEye (1995) et Demain ne meurt jamais (1997).
Burt Kwouk et Bill Nagy apparaissent dans leur second film de James Bond respectivement en tant qu'agent no 3 du SPECTRE et en tant que général du Pentagone. Ils avaient tournés ensemble Goldfinger (1964) (Kwouk avait interprété le fourbe M. Ling et Nagy avait le rôle de Jed Midnight, l'un des gangsters utilisés par Auric Goldfinger).
Tsai Chin (la maîtresse de Bond dans la séquence de pré-générique) reviendra vers Bond près de quarante ans plus tard en participant à la grande partie de poker du Chiffre dans Casino Royale (2006).

### Tournage

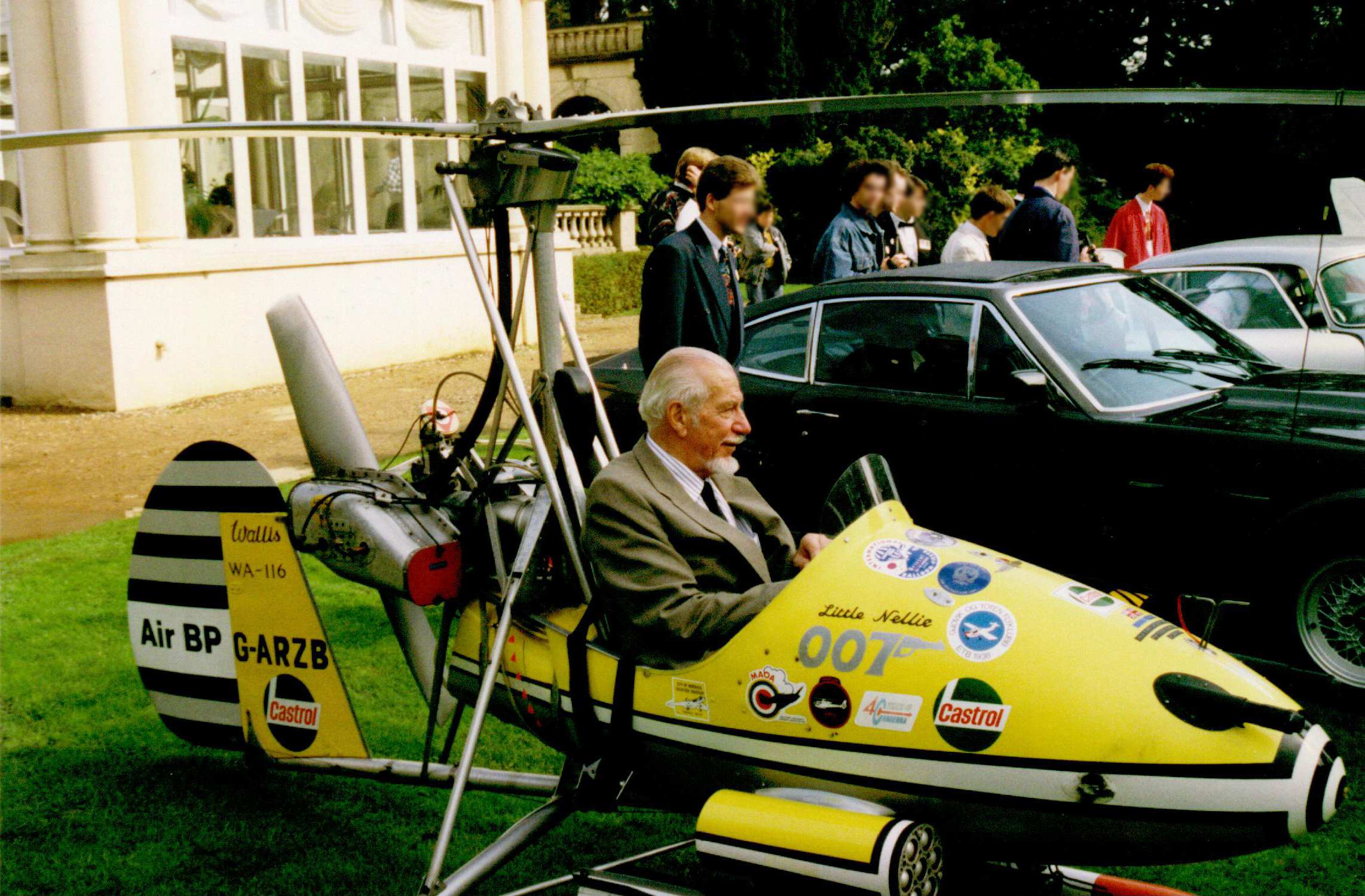
La Petite Nellie, un autogire en kit apporté par Q.

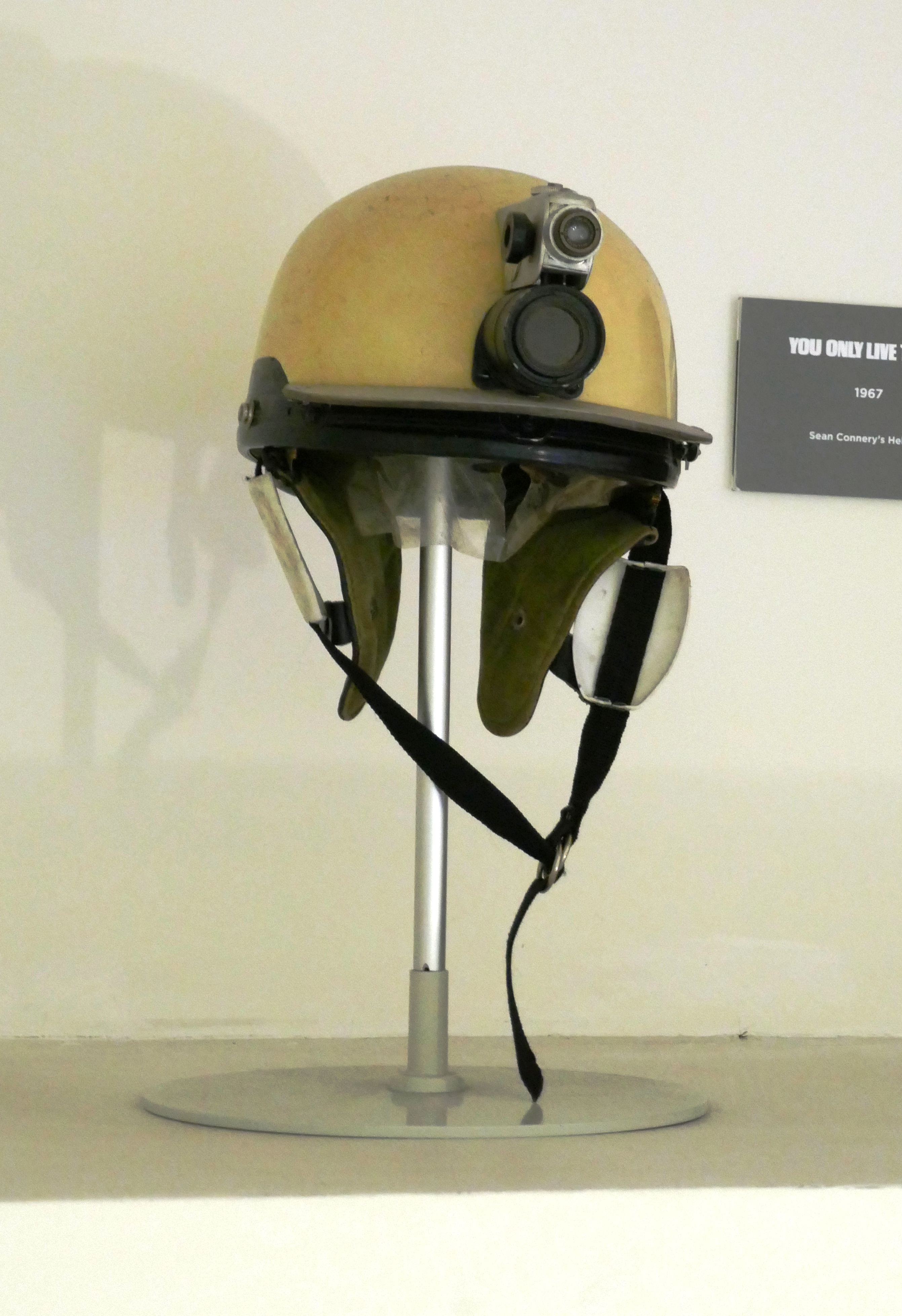
Casque de Sean Connery utilisé lorsqu'il pilote la Petite Nellie.

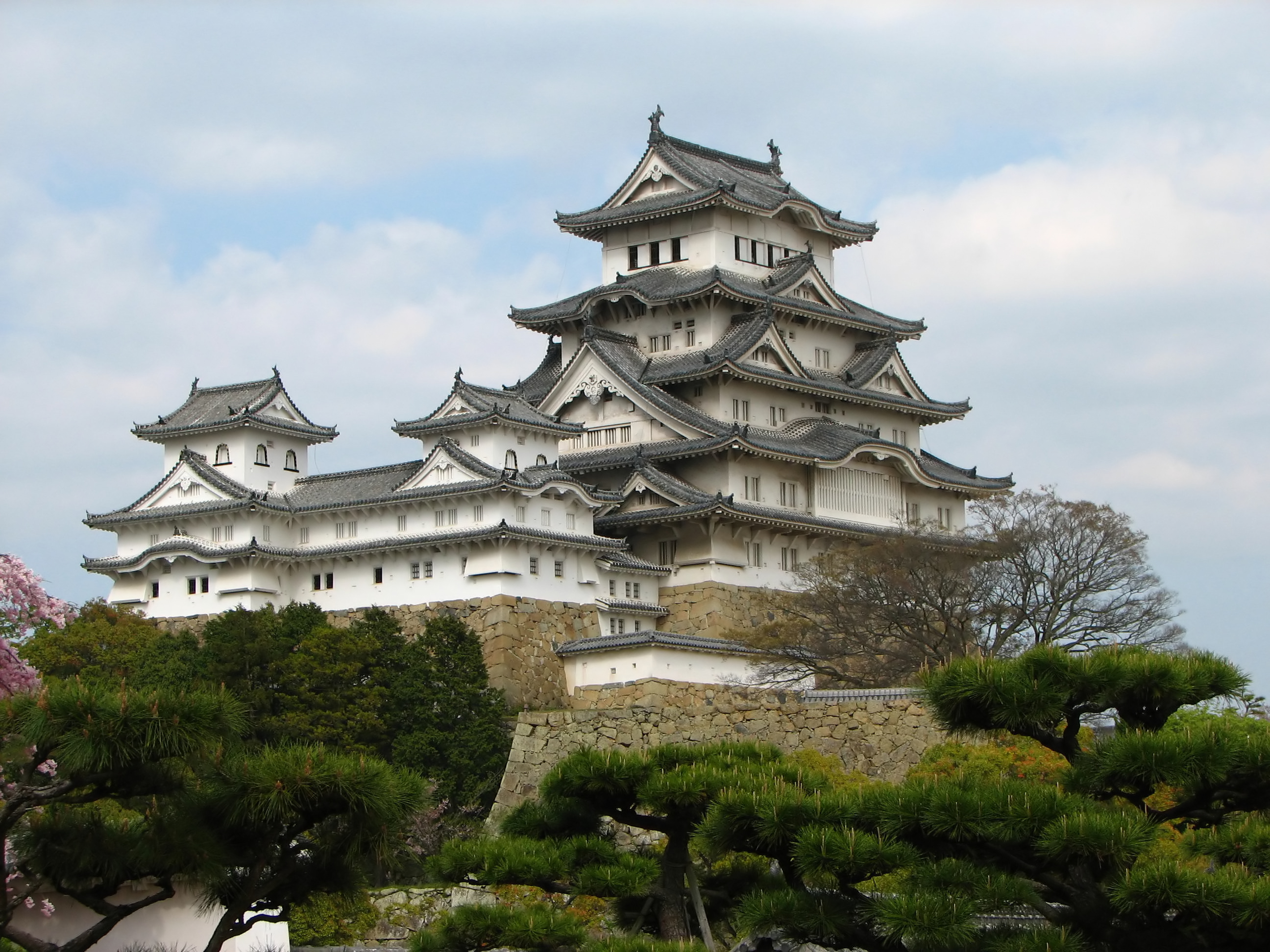
Le Château de Himeji, centre d'entraînement des ninjas.

Le tournage a lieu de juillet 1966 à mars 1967. Il commence le 4 juillet 1966 aux Pinewood Studios par la scène du pré-générique : la « mort » de 007. Les acteurs et l'équipe technique partent fin juillet au Japon principalement pour la majorité des extérieurs. Les scènes ont été tournées dans neuf sites japonais parmi lesquels le mont Nachi, le port de Kagoshima et le village côtier d'Akime sur l'île de Kyūshū située au sud du Japon. Le château de Himeji est notamment utilisé pour le camp des ninjas. Certains intérieurs sont tournés aux Pinewood Studios où le tournage a repris en octobre 1966 et s'achève en mars 1967.
Lors du tournage de la scène de la Petite Nellie, le photographe aérien Johnny Jordan s'est pris une jambe dans les pales de l'un des hélicoptères. Il a fallu l'amputer[réf. nécessaire].
Lors des scènes de pêche, Diane Cilento (alors épouse de Sean Connery) avait doublé plusieurs actrices japonaises, dont Mie Hama (Kissy), qui ne parvenait pas à nager dans les forts courants marins[réf. nécessaire].
Les pêcheuses Ama portent des bikinis dans le film, mais traditionnellement elles plongeaient nues ou avec seulement un pagne, et les hommes ne devaient pas les accompagner[réf. nécessaire].
Le tournage a été réalisé dans plusieurs pays.
L'arrivée de la police après le faux assassinat de James Bond est tournée dans les rues de Hong Kong. Les fausses obsèques marines de James Bond ont lieu à bord de la frégate anti-sous-marine HMS Tenby au large de Gibraltar.
De nombreuses scènes ont été tournées au Japon :
- À Tokyo, dans la station de métro de Nakano-Shimbashi (QG de Tanaka) et à l'extérieur de l'hôtel New Otani (société Osato Chemicals).
- Le siège de la société Osato Chemicals a été filmé à l'hôtel New Otani à Tokyo[8].
- Au port de Kobe, sur les quais et les docks (inspection du fret du cargo Ning-Po et course-poursuite).
- Les vues aériennes de la base du SPECTRE sont filmées au mont Shinmoe, et celles du parc naturel où s'affrontent la Petite Nellie et les hélicoptères ennemis sont situées à Ebino dans la préfecture de Miyazaki.
- Le château de Himeji sert de centre d'entraînement des ninjas de Tanaka et l'île fictive de Matsu se trouve sur le front de mer et dans le village des pêcheurs de Bonotsu.
- La base du SPECTRE est située dans le cratère du mont Aso dans la préfecture de Kumamoto.

Les scènes d'explosion lors de la bataille d'hélicoptères sont tournées à Torremolinos, en Andalousie, en Espagne, car le gouvernement japonais ne les avait pas autorisées dans un de ses parcs naturels. Le lieu fut choisi pour sa ressemblance avec les paysages japonais.
Les extérieurs de la station radar (celle des Soviétiques dans le film où se tient la cellule de crise avec les diplomates) ont été en réalité tournées en Alaska.
La scène de plongée des fausses obsèques marines de James Bond dans la mer et vue extérieure du sous-marin de « M » a été captée au large des Bahamas.
Les intérieurs de la base du SPECTRE ont été créés aux Pinewood Studios et le crash de l'avion de Bond et Helga a été tourné dans le Buckinghamshire au Royaume-Uni.

## Bande originale
Bandes originales James Bond
Opération Tonnerre
(1965) Au service secret de Sa Majesté
(1969)
John Barry compose pour la 4e fois la bande originale d'un James Bond. La chanson du générique d'entrée (paroles de Leslie Bricusse) est You Only Live Twice, chantée par Nancy Sinatra, fille de Frank Sinatra.
Liste des titres
1. You Only Live Twice (Main Title) – Nancy Sinatra
2. Capsule in Space
3. Fight at Kobe Dock/Helga
4. Tanaka's World
5. A Drop in the Ocean
6. The Death of Aki
7. Mountains and Sunsets
8. The Wedding
9. James Bond – Astronaut?
10. Countdown for Blofeld
11. Bond Averts World War Three
12. You Only Live Twice (End Title) – Nancy Sinatra
Titres bonus ajoutés sur la version remastérisée sortie en 2003[10]
13. James Bond in Japan (contient le James Bond Theme, composé à l'origine par Monty Norman pour James Bond 007 contre Dr. No)
14. Aki, Tiger and Osato
15. Little Nellie
16. Soviet Capsule
17. S.P.E.C.T.R.E. and Village
18. James Bond – Ninja
19. Twice Is the Only Way to Live

## Anecdotes
- Pour la première fois, le public vit le visage de Blofeld - qui n'apparaissait ni dans Bons baisers de Russie (1963), ni dans Opération Tonnerre (1965).
- Les fans savent que la « femme » japonaise de 007 (l'un des rares détails retenus du roman de Fleming) s'appelle Kissy Suzuki... mais son nom n'est jamais prononcé dans le film.
- En raison de l’intérêt fanatique suscité par les films de Bond et en particulier par Sean Connery, il fallait fréquemment dissimuler les caméras lors des tournages en extérieur afin que le planning ne soit pas trop mis à mal.
- L'un des pilotes d'hélicoptère japonais avait été kamikaze pendant la Seconde Guerre mondiale. Le réalisateur Lewis Gilbert se rappelle avoir pensé : « Nous volons avec le seul kamikaze encore vivant ! »
- Le vacarme produit lors du tournage de la scène finale du volcan aurait tant effrayé le chat de Blofeld que l'animal s'enfuit. Il demeura introuvable pendant des jours, jusqu'à ce qu'on le retrouve dans les poutrelles du décor.
- La principale raison de la transformation du coupé Toyota 2000 GT du film en cabriolet fut la taille de Sean Connery : il était trop grand pour caser son 1,88 m dans une GT ne pouvant guère accueillir quelqu'un de plus de 1,70 m. Pourtant, On ne vit que deux fois est le seul film de Bond dans lequel on ne voit jamais l'agent au volant d'une auto.
- Le décor du volcan Matsu (35 mètres) créé par Ken Adam était assez vaste pour qu’un hélicoptère y entre et en sorte : il comprenait un monorail fonctionnel et un toit escamotable. Sa création coûta 350 000 £ ; soit autant que le budget total du film James Bond 007 contre Dr No (1962).
- Charles Gray, qui joue Dikko Henderson, incarnera Blofeld dans un autre film de la saga James Bond, Les diamants sont éternels.
- C'est la défaillance d'un largage de carénage d'un vaisseau spatial d'essai du programme Gemini de la NASA le 3 juin 1966, l'ATDA ou "the angry alligator" qui aurait inspiré le design de la fusée avaleuse de satellite "Bird One"
- Le gadget de la cigarette tueuse utilisé par James Bond s'inspire de celui utilisé par le personnage de Louis de Funès dans le film Fantômas se déchaine sorti deux ans plus tôt.
- Dans le second album de Robbie Williams, I've Been Expecting You, sorti en octobre 1998, le single Millennium est conçu autour d'un sample de la chanson You Only Live Twice de On ne vit que deux fois, il se classe numéro un au Royaume-Uni fin 1998. Le clip remporte le prix de la meilleure vidéo britannique lors des Brit Awards 1999[11].